# Чиполла, Клаудио
Епископ Клаудио Чиполла (итал. Claudio Cipolla; род. 11 февраля 1955 года, Гойто, Ломбардия, Италия) — епископ Падуи.

## Церковное служение
Обучался в епископской семинарии Мантуи.
16 декабря 1978 года становится дьяконом в Мантуе.
24 мая 1980 года рукоположен в священники епархиальным епископом Карло Феррари в базилике св. Андрея в Мантуе. С 1980 по 1989 год — викарий прихода Всех Святых в Мантуе. С 1989 года по 1990 год викарий прихода Успения пресвятой Марии в Медоле. В 1990—2008 годах директор епархиальной Каритас.
В 1998—2015 годах — пастор прихода Святого Антония в Порто-Мантовано. В 2008—2015 году — епископский викарий пастырского сектора. Был епархиальным Ответственным за подготовку Национальной Конференции итальянской церкви в Палермо (1995) и Вероне (2006). Член Епархиального делегации на той же Конвенции. Он был членом Коллегии советников (2009—2014), пастырского Епархиального совета (2010—2014) и Комиссия по непрерывному обучению Духовенства (2012—2016).
Он был Модератор Генеральной модератором епархиального Синода и член Епископского Совета и Совет Священников.
С 27 октября 2011 года — капеллан Его Святейшества.
18 июля 2015 года назначен епископом Падуи. 27 сентября 2015 года рукоположен в епископы в соборе св. Андрея в Падуе, а 18 октября 2015 года вступил в должность.